# Naberpassage
De Naberpassage, een overdekte winkelpassage in Groningen, bevond zich aan de oostzijde van de Grote Markt.
Deze passage, gebouwd in 1975, was een uitvloeisel van de nota Doelstellingen Binnenstad 1972. De Naberpassage verbond de Grote Markt met de Poelestraat en de Sint Jansstraat. Gelijktijdig met deze passage werden ook de Willem Lodewijkpassage en de Friggepassage gerealiseerd. De passage, vernoemd naar de Groninger verzetsstrijder Casper Naber, herbergde ook een parkeergarage met een inrijpunt aan de Popkenstraat. De passage was semi-openbaar en werd 's avonds afgesloten voor publiek. Via de Naberpassage was het restaurant Het Feithhuis bereikbaar. Aan de Grote Marktzijde bevond zich een trap van de beeldhouwer Jan van der Zee.
Ondanks de ambitieuze plannen werd de Naberpassage nooit een succes. De smalle opzet van het project, gecombineerd met sociale onveiligheid, leidde tot toenemende verpaupering. Winkels bleven vaak slechts korte tijd gevestigd en ook het restaurant De Naberpassage moest uiteindelijk sluiten. Met de realisering van de plannen van Forum Groningen verdween de Naberpassage. Op de plaats waar de passage was, is nu de Nieuwe Markt. In september 2011 begon men met het afsluiten van de parkeergarage en de voorbereidingen voor de sloop, die in het najaar van 2014 werd voltooid.
De oostzijde van de Grote Markt wordt sinds 2019 onderbroken door een nieuwe doorgang: de Naberstraat.
De trap van beeldhouwer Jan van der Zee, die zich aan de Grote Marktzijde van de Naberpassage bevond, is na bijna tien jaar afwezigheid teruggekeerd. Deze trap, ontworpen door de Ploegkunstenaar Jan van der Zee (1898-1988) op verzoek van het architectenbureau Klein in Groningen, werd in 2013 verwijderd vanwege de vernieuwing van de oostwand van de Grote Markt. De trap heeft een nieuwe plek gekregen aan het Reitdiep in Groningen, aan het fietspad Donghornsterpad, gelegen tussen de Friesestraatweg ter hoogte van het spoor en de historische ACM-fietsbrug.

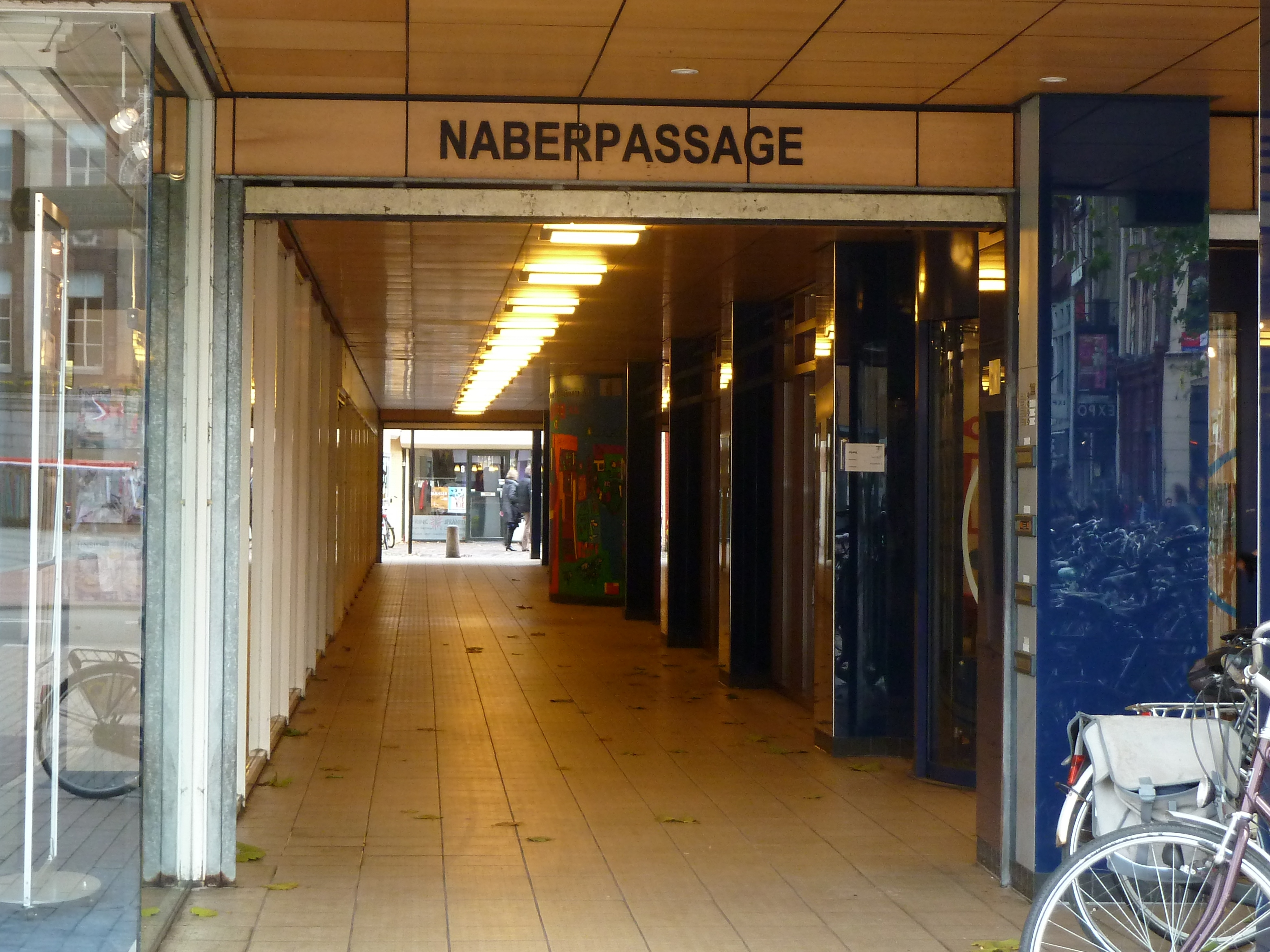
Ingang vanaf Grote Markt
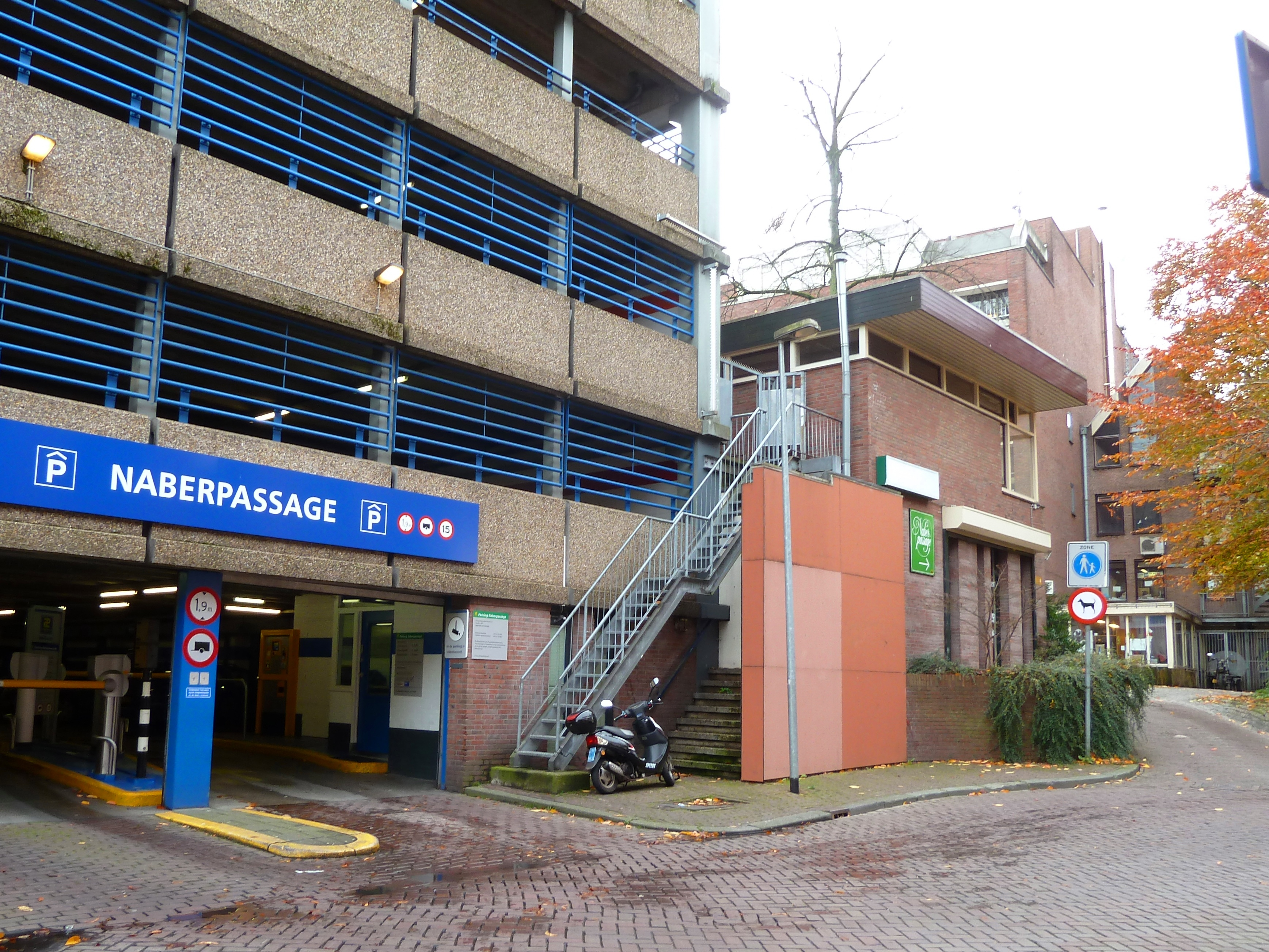
Ingang parkeergarage met rechts ingang naar het plein achter de passage
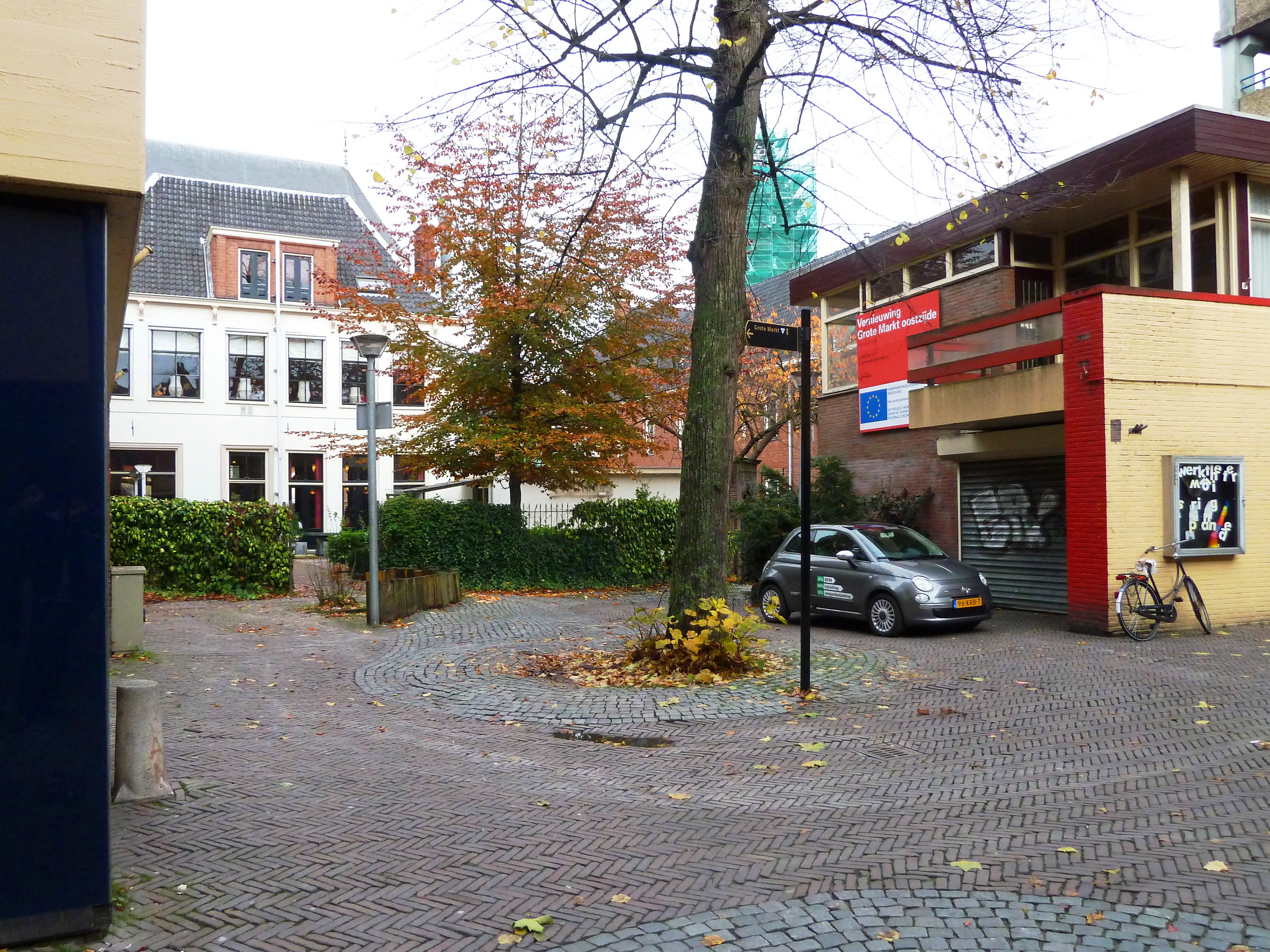
Binnenplein achter de passage in de richting Feithhuis en Popkenstraat
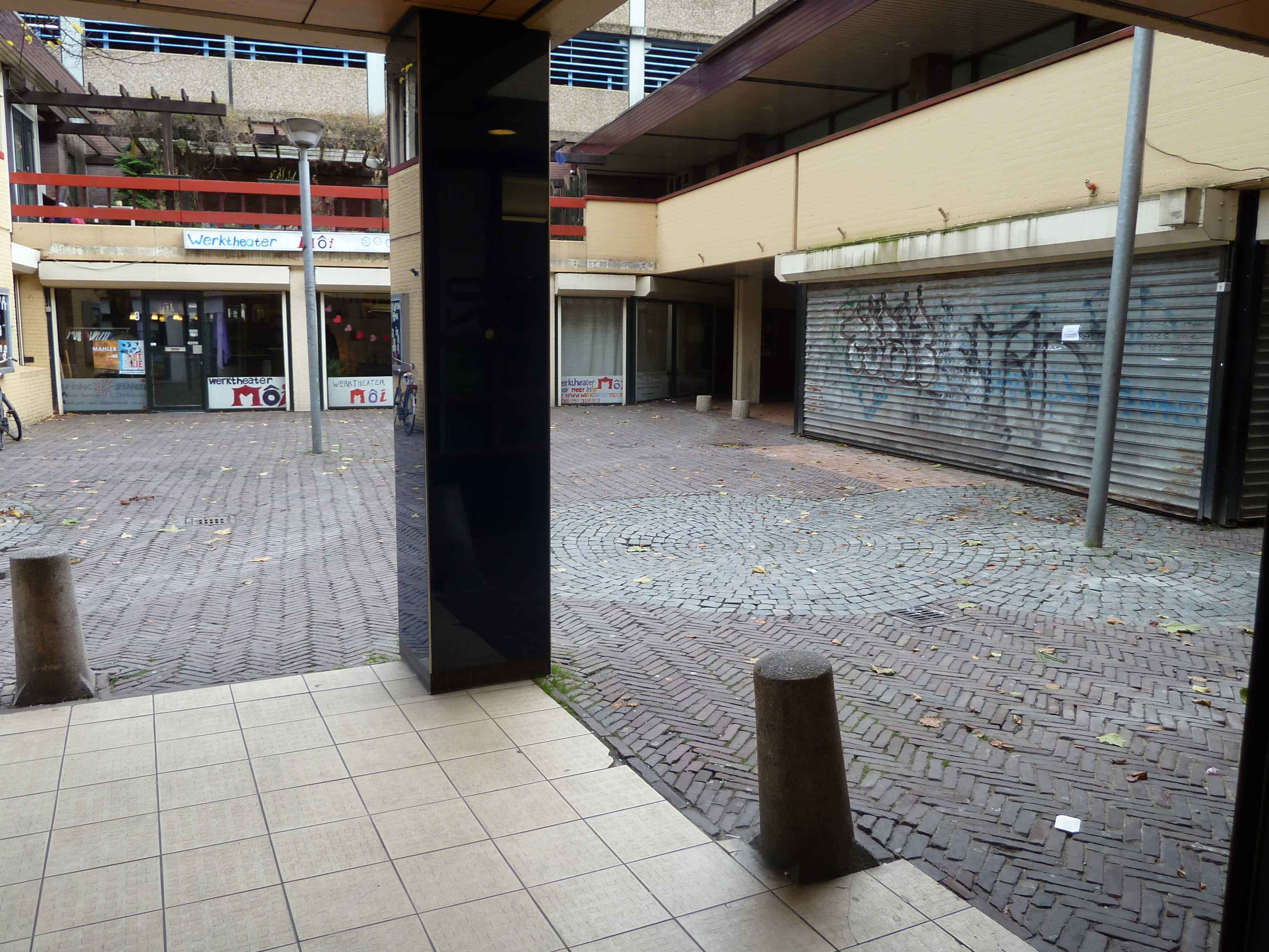
Binnenplein vanuit passage met rechtsachter de voetgangersingang naar de parkeergarage
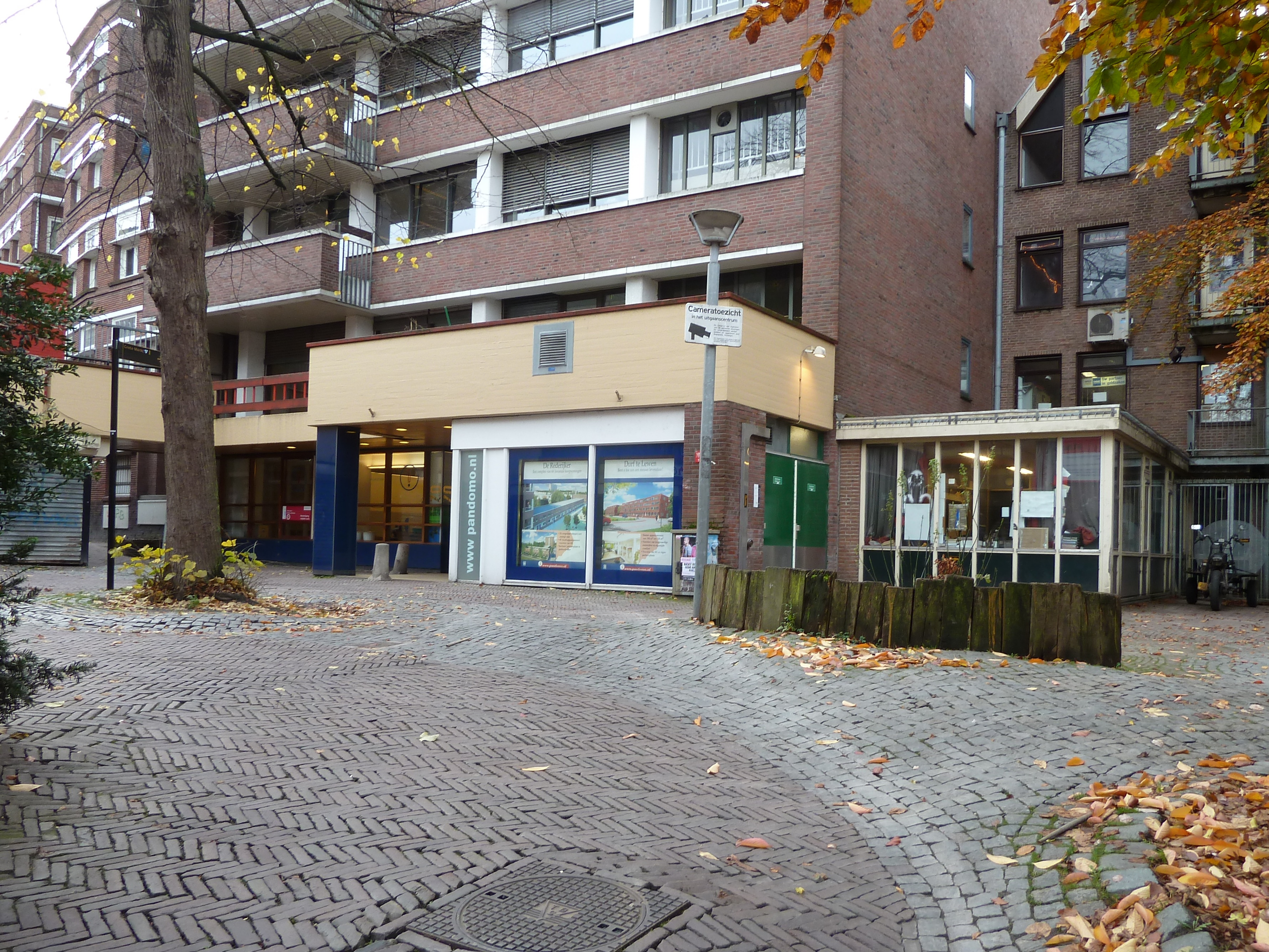
Binnenplein vanaf Popkenstraat. Passage rechts van blauwe paal.